# Hacker

Il "glider", proposto da Eric S. Raymond come simbolo degli hacker

Hacker è un prestito dalla lingua inglese che designa una persona che utilizza le proprie competenze informatiche per esplorare i dettagli dei sistemi programmabili e sperimenta come estenderne l'utilizzo.
La parola deriva dal verbo "To hack", che non indicava più l'attività di saldare circuiti dalle strane sembianze, bensì quella di comporre insieme vari programmi, con poco rispetto per quei metodi o procedure usate nella scrittura del software "ufficiale". Significava inoltre migliorare l'efficienza e la velocità del software già esistente che tendeva a ingolfare le risorse della macchina. È qui che successivamente si colloca una diversa radice del termine hacker, la forma sostantiva del verbo inglese "to hack" che significa "tagliare", "sfrondare", "infrangere", "ridurre", "aprirsi un varco", appunto fra le righe di codice che istruiscono i programmi software.
Le origini del termine risalirebbero alla seconda metà del XX secolo e col tempo è diventato rappresentativo di una cultura e un'etica legata all'idea del software libero. Successivamente è stato utilizzato in senso generale anche per indicare individui che studiano e sperimentano la materia, per conoscerne i segreti e analizzarla in profondità. Dal punto di vista informatico, non è da confondere con i cracker, o pirati informatici, il cui scopo è prettamente violare e danneggiare un sistema., cui si riferisce impropriamente il mondo giornalistico con il termine hacker. Sebbene strettamente collegato al concetto vi sia il fenomeno dell'hacking, la maggioranza degli hacker preferisce utilizzare il termine cracker - qualcuno che volontariamente decide di violare un sistema informatico per rubarne o manomettere dei dati - per indicare quegli hacker che abusino delle proprie capacità.

## Storia

### L'ambiente culturale presso il MIT
Presso il Massachusetts Institute of Technology, tra gli anni 1920/1926 vigeva un elevato livello di competizione e l'attività di hacking emerse sia come reazione sia come estensione di una tale cultura competitiva. L'istituto, con la miriade di corridoi e tunnel sotterranei, offriva ampie opportunità esplorative agli studenti. Fu così che "tunnel hacking" divenne l'accezione usata dagli stessi studenti per indicare queste incursioni sotterranee non autorizzate. In superficie il sistema telefonico del campus offriva analoghe opportunità. Grazie a esperimenti, gli studenti impararono a fare scherzi traendo ispirazione dal "tunnel hacking", questa nuova attività venne presto battezzata "phone hacking", per poi diventare il phreaking. La combinazione tra divertimento creativo ed esplorazioni costituirà la base per le future mutazioni del termine hacking.
La cultura hacker è un'idea derivata da una comunità di entusiasti programmatori di computer e progettisti di sistemi negli anni sessanta attorno a un gruppo di appassionati di modellismo ferroviario del Tech Model Railroad Club (TMRC) del Massachusetts Institute of Technology (TMIT) e al MIT Artificial Intelligence Laboratory. Una ristretta enclave all'interno di quest'ultimo era il comitato Signals and Power (segnali ed elettricità), ovvero gli addetti alla gestione del sistema del circuito elettrico dei trenini del club. Un sistema costituito da un sofisticato assortimento di relè e interruttori analogo a quello che regolava il sistema telefonico del campus. Per gestirlo era sufficiente che un membro del gruppo inviasse semplicemente i vari comandi tramite un telefono collegato al sistema, osservando poi il comportamento dei trenini. I nuovi ingegneri elettrici responsabili per la costruzione e il mantenimento di tale sistema considerarono lo spirito di simili attività analogo a quello del phone hacking. Adottando il termine hacking, iniziarono così a raffinarne ulteriormente la portata. Dal punto di vista del comitato Signals and Power, usare un relè in meno in un determinato tratto di binari significava poterlo utilizzare per qualche progetto futuro. In maniera sottile, il termine hacking si trasformò da sinonimo di gioco ozioso, a un gioco in grado di migliorare le prestazioni o l'efficienza complessiva del sistema ferroviario del club. Quanto prima i membri di quel comitato cominciarono a indicare con orgoglio l'attività di ricostruzione e miglioramento del circuito per il funzionamento delle rotaie con il termine "hacking", mentre "hacker" erano quanti si dedicavano a tali attività.

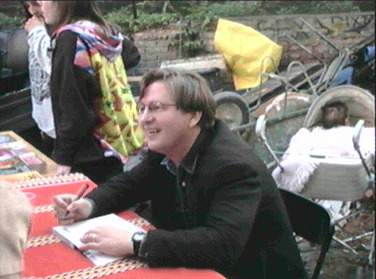
Bruce Sterling autore del libro Giro di vite contro gli hacker

### Le prime attività famose
Considerata la loro affinità per i sistemi elettronici sofisticati - per non parlare della tradizionale avversione degli studenti del MIT verso porte chiuse e divieti d'ingresso - non ci volle molto prima che gli hacker mettessero le mani su una macchina appena arrivata al campus. Noto come TX-0, si trattava di uno dei primi modelli di computer lanciati sul mercato. Sul finire degli anni cinquanta, l'intero comitato Signals and Power era emigrato in massa nella sala di controllo del TX-0, portandosi dietro lo stesso spirito di gioco creativo.

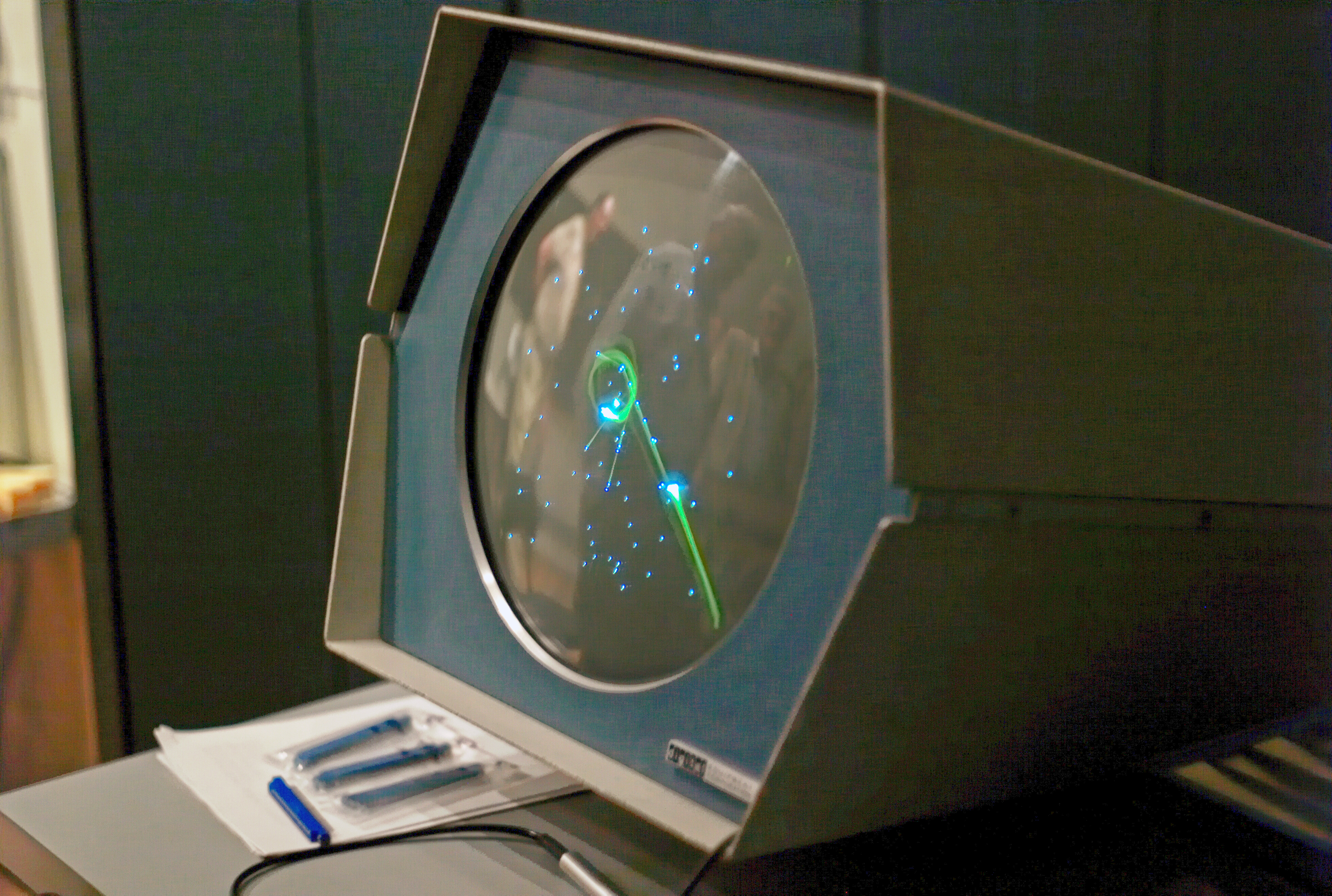
Spacewar!

Un classico esempio della definizione di hacker è Spacewar!, un video game sviluppato nei primi anni sessanta dagli hacker del MIT, che includeva tutte le caratteristiche dell'hacking tradizionale: era divertente e casuale, non serviva ad altro che a fornire divertimento. Dal punto di vista del software, però, rappresentava una testimonianza delle innovazioni rese possibili dalle capacità dei programmatori e inoltre era completamente libero e gratuito e quindi finì per essere ampiamente condiviso con altri programmatori. Verso la fine degli anni sessanta, divenne così il passatempo preferito di quanti lavoravano ai mainframe in ogni parte del mondo.
Furono i concetti di innovazione collettiva e proprietà condivisa del software a distanziare l'attività di computer hacking degli anni sessanta da quelle di tunnel hacking e phone hacking del decennio precedente. Queste ultime tendevano a rivelarsi attività condotte in solitaria o in piccoli gruppi, per lo più limitate all'ambito del campus, e la natura segreta di tali attività non favoriva l'aperta circolazione di nuove scoperte. Invece i computer hacker operavano all'interno di una disciplina scientifica basata sulla collaborazione e sull'aperto riconoscimento dell'innovazione. Non sempre hacker e ricercatori "ufficiali" andavano a braccetto, ma nella rapida evoluzione di quell'ambito i due gruppi di programmatori finirono per impostare un rapporto basato sulla collaborazione.

### L'evoluzione concettuale dagli anni 1970
Il fatto che la successiva generazione di programmatori, incluso Richard Stallman, aspirasse a seguire le orme dei primi hacker, non fa altro che testimoniare le prodigiose capacità di questi ultimi. Nella seconda metà degli anni settanta il termine "hacker" aveva assunto la connotazione di élite e, in senso generale, indicava chiunque scrivesse codice software per il solo gusto di riuscirci e possedeva abilità nella programmazione. Col tempo il termine acquisì nuove connotazioni: un hacker divenne qualcuno in grado di compiere qualcosa di più che scrivere programmi interessanti; doveva far parte dell'omonima cultura e onorarne le tradizioni e gli hacker di istituzioni elitarie come il MIT, Stanford e Carnegie Mellon iniziarono a parlare apertamente di etica hacker le cui norme non ancora scritte governavano il comportamento quotidiano dell'hacker. Nel libro del 1984 Hackers. Gli eroi della rivoluzione informatica, Steven Levy, dopo un lungo lavoro di ricerca e consultazione, codificò tale etica in cinque principi fondamentali che definiscono la cultura del computer hacking. A partire dai primi anni ottanta i computer presero a diffondersi e i programmatori - che prima dovevano recarsi presso grandi istituzioni o aziende soltanto per aver accesso alla macchina - improvvisamente si trovarono a stretto contatto con gli hacker grazie ad ARPANET e presero ad appropriarsi della loro filosofia anarchica di ambiti come quello del MIT.
Tuttavia, nel corso di un simile trasferimento di valori andò perduto il tabù culturale originato al MIT contro ogni comportamento malevolo o doloso. Mentre i programmatori più giovani iniziavano a sperimentare le proprie capacità con finalità anche dannose creando e diffondendo virus, facendo irruzione nei sistemi informatici militari, provocando deliberatamente il blocco di macchine quali lo stesso Oz del MIT, popolare nodo di collegamento con ARPAnet - il termine "hacker" assunse connotati punk e nichilisti. Divenne quindi facile discreditare l'immagine dell'hacker con articoli negativi su quotidiani e riviste. Nonostante libri come quello di Levy avessero fatto parecchio per documentare lo spirito originale di esplorazione da cui nacque la cultura dell'hacking, per la maggioranza dei giornalisti l'hacker divenne sinonimo di criminale.

## Descrizione
L'hacker si impegna nell'affrontare sfide intellettuali per aggirare o superare creativamente le limitazioni che gli vengono imposte, non limitatamente ai suoi ambiti d'interesse, ma in tutti gli aspetti della sua vita. In ambito informatico l'hacker, con riferimento alla rete Internet, è un esperto di programmazione e di reti telematiche che, perseguendo l’obiettivo di democratizzare l'accesso all'informazione e animato da princìpi etici, opera per aumentare i gradi di libertà di un sistema chiuso e insegnare ad altri come mantenerlo libero ed efficiente. Nella cultura mediatica l'hacker è indicato come un esperto di informatica, programmazione, sistemi e sicurezza informatica, in grado di introdursi/violare reti di computer illegalmente, ovvero senza autorizzazione.
Il concetto di hacking che indica l'attività si è poi esteso alla comunità di hobbisti per l'home computing, concentrandosi sull'hardware alla fine degli anni settanta (ad esempio l'Homebrew Computer Club) e sul software (video game, software cracking, demoscene) negli anni ottanta e novanta. Successivamente, ciò avrebbe continuato a comprendere molte nuove definizioni inerenti all'arte e la filosofia di vita.
Gli hacker di questa subcultura tendono a enfatizzare la differenza che vi è tra loro e quelli che disprezzando chiamano "crackers"; questi generalmente vengono chiamati dai media e dal pubblico con il termine "hacker" anche se il loro obiettivo primario, che sia per scopi maliziosi o meramente dannosi, è la ricerca e lo sfruttamento delle vulnerabilità nell'ambito della sicurezza informatica.

## Classificazione
Riguardo alle tipologie di hacker, si possono distinguere in white hat che identifica qualcuno che riesce a inserirsi in un sistema o in una rete per aiutare i proprietari a prendere coscienza di un problema di sicurezza nel rispetto quindi dell'etica degli hacker, mentre chi viola illegalmente sistemi informatici, anche senza vantaggio personale, viene definito black hat hacker; fra le due figure si pongono i grey hat.
Le prime due figure rientrano nel più generico profilo dei cosiddetti security hacker. Questo tipo di figura svolge, dal punto di vista professionale, una serie di attività di hacking lecite e utili sottoponendo i sistemi informatici a test al fine di valutarne e comprovarne sicurezza e affidabilità agendo nella ricerca di potenziali falle, per aumentare la propria competenza o rendere più sicuro un sistema.
I nomi "white hat" e "black hat" provengono dalla convenzione dei cappelli bianchi e cappelli neri nel cinema western, in cui i personaggi buoni indossano cappelli bianchi e quelli cattivi cappelli neri.

## Impatto culturale
All'ingresso del Ray and Maria Stata Center del MIT è presente un cartello con la Hacking Etiquette (galateo dell'hacking) che riporta undici regole sviluppate dalla comunità hacker studentesca.:
1. Be Safe – Your safety, the safety of others, and the safety of anyone you hack should never be compromised.
2. Be Subtle – Leave no evidence that you were ever there.
3. Leave things as you found them – or better.
4. If you find something broken call F-IXIT.
5. Leave no damage.
6. Do not steal anything.
7. Brute force is the last resort of the incompetent.
8. Do not hack while under the influence of alcohol or drugs.
9. Do not drop things off (a building) without a ground crew.
10. Do not hack alone.
11. Above all exercise some common sense.»

1. Sta' attento: la tua sicurezza, la sicurezza degli altri e la sicurezza di chiunque tu stia hackerando non dovrebbero mai essere compromesse.
2. Sii sottile: non lasciare alcuna prova che tu sia mai stato lì.
3. Lascia le cose come le hai trovate, o meglio.
4. Se trovi qualcosa di rotto, chiama F-IXIT [il numero interno per segnalare problemi alle infrastrutture].
5. Non lasciare danni.
6. Non rubare nulla.
7. La forza bruta è l'ultima risorsa degli incompetenti.
8. Non hackerare sotto l'effetto di alcool o droghe.
9. Non far cadere oggetti (da un edificio) senza personale di terra.
10. Non hackerare da solo.
11. Sopra ogni cosa, fa uso del tuo buon senso.»

(Hacking Etiquette)
Inoltre, sempre all'ingresso del MIT, è presente un altro cimelio della storia dell'hacking proprio accanto ai "comandamenti" dell'etica di un Hacker: l'idrante del MIT collegato a una fontana indicante la famosa frase del presidente del MIT Jerome Weisner (1971-1980) "Getting an education at MIT is like taking a drink from a fire hose", ovvero, "Essere istruiti al MIT è come bere da un idrante".
Nel 2000 il MIT Museum dedicò al tema un'apposita mostra, la Hall of Hacks. Questa comprendeva alcune fotografie risalenti agli anni venti, inclusa una in cui appare una finta auto della polizia. Nel 1993, gli studenti resero un tributo all'idea originale di hacking del MIT posizionando la stessa macchina della polizia, con le luci lampeggianti, sulla sommità del principale edificio dell'istituto. La targa della macchina era IHTFP, acronimo dai diversi significati e molto diffuso al MIT e attualmente la stessa macchina è esposta all'interno dell'edificio del MIT, Ray and Maria Stata Center. La versione maggiormente degna di nota, anch'essa risalente al periodo di alta competitività nella vita studentesca degli anni cinquanta, è "I hate this fucking place" (Odio questo fottuto posto). Tuttavia nel 1990, il Museum riprese il medesimo acronimo come punto di partenza per una pubblicazione sulla storia dell'hacking. Sotto il titolo "Institute for Hacks Tomfoolery and Pranks" (Istituto per scherzi folli e goliardate), la rivista offre un adeguato riassunto di quelle attività. "Nella cultura dell'hacking, ogni creazione semplice ed elegante riceve un'alta valutazione come si trattasse di scienza pura", scrive Randolph Ryan, giornalista del Boston Globe, in un articolo del 1993 incluso nella mostra in cui compariva la macchina della polizia. "L'azione di hack differisce da una comune goliardata perché richiede attenta pianificazione, organizzazione e finezza, oltre a fondarsi su una buona dose di arguzia e inventiva. La norma non scritta vuole che ogni hack sia divertente, non distruttivo e non rechi danno. Anzi, talvolta gli stessi hacker aiutano nell'opera di smantellamento dei propri manufatti".

## Filmografia
- Wargames - Giochi di guerra (WarGames) (1983)
- I signori della truffa (Sneakers) (1992)
- Hackers (1995)
- Johnny Mnemonic (1995)
- The Net - Intrappolata nella rete (The Net) (1995)
- Masterminds - La guerra dei geni (Masterminds) (1997)
- I pirati di Silicon Valley (Pirates of Silicon Valley) (1999)
- Trilogia di "Matrix" (1999-2003)
- Takedown (Track Down) (2000)
- Codice Swordfish (Swordfish) (2001)
- S.Y.N.A.P.S.E. - Pericolo in rete (Antitrust) (2001)
- The Net 2.0 (The Net 2.0) (2006)
- Firewall - Accesso negato (Firewall) (2006)
- Wargames 2 - Il codice della paura (Wargames: The Dead Code) (2008)
- Disconnect (2012)
- Anonymous - L'esercito degli hacktivisti (2012)
- Red! La storia di Redhack[15] (2013)
- Il quinto potere (The Fifth Estate) (2013)
- CitizenFour (2014)
- The Hacker Wars (2014)
- Blackhat (2015)
- Mr. Robot, serie TV (2015-2018)
- Snowden  (2016)
- Revolution OS, documentario (2001)